# 药师兜
药师兜（薬師カブト，Yakushi Kabuto）是日本漫畫《火影忍者》裡的人物。大蛇丸的貼身心腹，對他有著絕對忠誠心，也是音忍村的首位成員，擅於偵察情報，精通醫療忍術、禁術，是實力與卡卡西不相上下的忍者。

## 名字
「藥師」一詞源自佛教中的藥師如來，傳說中的藥師如來能為信徒消除煩惱，免其於受苦，消災延壽，滅除一切災劫病苦。カブト是「兜」，一種日本古代武士的頭盔。
劇中藥師兜精湛掌握使用各種藥物以及高級的醫療忍術、禁術。除了有優越的戰鬥實力（如一人可打敗數名暗部忍者），一方面也善於謀略。
在其回憶中，當他剛進入孤兒院時，一名調皮的孤兒烏魯西將兜蓋在他的頭頂上，院長藥師野乃宇以此取名為「兜」，之後大蛇丸在為他假造身份時定為醫療部隊長（與院長是同一人）的養子，因此連帶使用這個姓氏。

## 人物

### 個人檔案
- 養母：藥師野乃宇
- 性格：精於算計、狡猾、冷血、腹黑、傲嬌
- 喜歡的食物：鹽燒竹筴魚、鹽燒鯛魚
- 討厭的食物：生肉
- 興趣：整理手術刀
- 最重要的人：藥師野乃宇
- 希望交手的對象：漩渦鳴人、宇智波佐助、大蛇丸、宇智波鼬
- 喜歡的字句：千變萬化
- 查克拉性質：風、土、水、陰、陽[1]
- 最珍惜的東西：藥師野乃宇送的眼鏡

## 身世
第四次忍者大戰透露身世，兜在年幼時因為不知道父母及自己名字的狀況，被孤兒院院長藥師野乃宇收留。由於視力不佳，剛好院長與自己度數相符，因此院長將自己的眼鏡讓給兜，並傳授兜醫療忍術。在一次幫助木葉忍者療傷時初次遇見了當時還是木葉忍者的大蛇丸，並且被大蛇丸賞識。不久志村段藏連同大蛇丸和一名油女一族突然出現在孤兒院，要脅曾在諜報部有「行走的巫女」之稱、舊名藥師野乃宇的院長前去長期偵察岩忍者村是否有擬定大規模作戰計畫。在對話中段藏查覺窗外的兜偷聽後，宣稱同時需要一名孩童代替他殉職的部下；並以孤兒院的補助金作為交換條件，促使兜自薦納入自己麾下並培訓成間諜忍者，在雲、霧、砂、岩等其餘五大國忍村蒐集情報。
五年後，在岩忍村待命的兜因為失誤遭遇襲擊，與他交戰重傷的敵方忍者竟然就是院長，試著呼叫她，但瀕臨死亡的院長不認得他，隨後兜被其他敵方援軍逼退，迷惘的兜獨自一人走到了河邊思考著自己為何會被最重要的母親遺忘，就在這時遇見大蛇丸，隨後被帶到他的基地作為第一位訪客。後從大蛇丸口中得知，段藏在兜一離開孤兒院不久，就向院長說出兜是為了他們的補助金才會犧牲自己加入「根」，在院長的請求下，段藏宣稱只要暗殺某個人就會解放兜，但那個暗殺對象卻是兜，原來段藏一開始就打算讓他們同歸於盡，為了避免兩人相遇把他們分配到不同地方執行任務，院長只能藉由照片了解兜的成長過程和安全與否，而照片在中途被段藏換成別人的照片，最終導致不知情的院長去攻擊被她誤認成雙重間諜卻又試圖解救的兜本人，而大蛇丸原本是奉命解決掉兜和院長之中存活的那一方，但因為看上兜的才能而無意動手。得知一切真相的兜決定接受大蛇丸邀請，加入不隸屬任何國家、著重於尋找自我的音忍者村，並欲拔去扎於木葉、著重於抹殺自我的根，就此以大蛇丸賦予他的全新身分重返木葉為其做事，後在大蛇丸的授意下，為了取得「曉」的情報刻意接觸蠍。
多年來在大蛇丸身邊學會以人體基因的實驗體開發出各種禁術，直到大蛇丸死後，他接收了大蛇丸的研究成果，並將長期以來收集到的諸多基因移植到自身體內。

## 第一部

### 中忍考試篇
兜初次出現於中忍選拔試會場內，以木葉下忍的表面身分前來參加考試，並稱連續七次、共花了四年也沒考上中忍（至少兩次中途放棄），他的隊友是赤銅鎧及劍美澄，實際上三人均是音忍村的臥底。甫出場他便遇上了鳴人等九位新畢業的新人，並以熱情的態度，利用忍識卡為他們詳細解釋前來參加考試的考生類型、能力、原屬隱村及人數等。但當他談及音隱村時，似乎說了些輕視音隱村的說話，隨即遭到音忍托斯的攻擊。他自以為已避開托斯的攻擊，但誰不知托斯使用的是音波攻擊，使他耳水不平衡、嘔吐及眼鏡碎裂（事後對大蛇丸透露自己先前不知道會有這些代表音隱村的忍者參賽，因此才會刻意隱藏實力試探他們）。後來第一場考試的考官森乃伊比基的出現，中止了音忍、藥師兜及鳴人他們間的對決。
到了第二場中忍考試──「死亡森林」臨近結束時，他遇上了有「地之卷軸」、但沒有「天之卷軸」（通過考試所需之兩卷軸）的鳴人他們。佐助得知兜已取得了「天之卷軸」及「地之卷軸」，就提出跟兜交戰的要求，但卻被兜點出並沒有徹底下定決心，並建議他們想取得「天之卷軸」，應該到終點塔之附近埋伏，因為那裡有比較多的考生正趕赴終點。不過，兜亦指出那裡也有其他跟他們相同想法、並在那裡埋伏的考生，所以為了自身安全要和他們一同前往終點之塔。
就在差不多到了塔附近之時，遇上了來自雨隱村的下忍篝、夢多及朧。因這三名雨忍不擅長近身攻擊，所以他們使用了自己擅長的幻術及分身術，並把自己的真身隱藏起來。他們的目的就是想利用分身大量消耗鳴人、兜他們的體力，等鳴人他們的查克拉用盡後，便現身解決他們。兜在與分身的戰鬥中，為了保護鳴人他們而被偷襲受傷。後雨忍三人的真身被發現，並被漩渦鳴人以連踢擊敗，成功取得「天之卷軸」。兜及鳴人四人順利到下一場考試的試場。
中忍預賽考試前夕，兜與隊友私下跟預謀奪取佐助的大蛇丸會面，並匯報了佐助的情況及表現。之後兜以負傷為由先行退出第三場考試的預賽，鳴人為他感到遺憾；但實際上兜在稍早與大蛇丸會面時便已治好負傷，且擁有上忍實力的他在該屆考生中可能只有我愛羅能匹敵。

### 木葉崩潰篇
退出中忍選拔後，兜就一直活躍於大蛇丸身邊，並跟砂之上忍葉鬼保持聯絡，作好音忍、砂忍聯手合攻木葉隱村的準備，大蛇丸曾警告他不要做出違背目的的事，否則會殺死他（但後來戲說只是玩笑話）。在佐助因中了大蛇丸的天之咒印於醫院休息時，兜看著大蛇丸的未來容器──擁有寫輪眼的宇智波佐助就想到了自己而表示「太過優秀其實是很悲哀的」，他解決了旗木卡卡西派來看守病房的四名暗部忍者，之後看似要將刀刺落在佐助身上，實際上是把刀往後瞄準拋向已經前來病房的旗木卡卡西，然而在卡卡西眼前的「兜」是使用了死魂之術令一位已故暗部暫時復活並整型而成的替身，此時又操縱了另一名已故暗部轉移了卡卡西的注意力，真正的兜扮成倒在地上的暗部，並把握住適當時機跳窗而逃，卡卡西亦自言就算真的對上兜未必能夠擊倒他。
在第三場正式考試開始時，兜再度扮成暗部並出現於會場，他順道醫治了身有內傷的日向雛田，但被犬塚牙的忍犬——赤丸識破了身分，因此立即把牙及赤丸擊暈。及後當大蛇丸開始行動時，他便以幻術·涅盤精舍之術使會場所有人陷入沉睡，然後跟觀眾席內隱藏的音忍及砂忍一起行動。但他的身分很快就被在場的卡卡西揭穿，當大蛇丸的行動失敗、雙手被三代目火影廢去後，兜跟砂隱村的葉鬼一同離去。

### 傳說三忍篇
木葉之戰後，參戰的三個忍村都蒙受損失，砂隱村亦向木葉隱村投降。此時大蛇丸的雙手被三代的屍鬼封盡廢去，不但要面對難以忍受的痛楚，而且也使不出忍術；兜作為大蛇丸身邊的心腹及醫療忍者，他特製各種藥物，但只能稍減大蛇丸的痛楚。最後決定一起前往尋找「傳說三忍」之一、擁有高超醫療忍術的綱手，讓她治療大蛇丸的雙手。後來他們在短冊街的城堡處找到了綱手，大蛇丸向綱手提出條件，只要她肯答應醫治，就可以把她已死、心愛的人──斷及繩樹復活，以及不會摧毀木葉村為條件。儘管綱手很想見到親友，但她知道大蛇丸是不會輕易放過摧毀木葉村的機會，後來她便假裝肯醫治大蛇丸，然後趁機偷襲，此時兜看出綱手的偷襲，立即擲出手裏劍支開大蛇丸及綱手，綱手跟大蛇丸、藥師兜之戰瞬間展開。
兜認為在城堡的地方不利於跟具有怪力的綱手對戰，於是便把綱手誘至山丘處，跟綱手且戰且走至山丘後，他服下兵糧丸，並使出具攻擊力的醫療忍術，把查克拉注入綱手手及腹的肌肉中並加以損傷，及後更對綱手胸口施以一掌，使其難於呼吸，綱手對於兜的高超醫療忍術及身手，綱手也感吃力，但以其絕技──亂身衝將查克拉化成電力注入兜體內，麻痺其神經系統，令兜不能自由活動，但憑兜的醫療知識很快就突破麻痺狀態，當他正想進行反擊時被剛好趕到的自來也、靜音及鳴人擊退。
同時面對兩名傳說三忍－自來也及綱手，兜決定先麻痺綱手的攻擊，向她展示她最恐懼的血液，頓時綱手全身顫抖、動也不能動，只能任人攻擊。兜也向鳴人揭露自己的真實身分，並嘲笑鳴人只是個無能的小伙子，沒有當忍者的才能，被兜挑釁的鳴人以多重影分身術攻擊兜，但就如自來也所說鳴人的實力和兜相差太遠，完全起不到作用，因此自來也決定自己來對付大蛇丸，讓靜音與兜對戰；另一方面，兜也協助大蛇丸召喚巨蛇，巨蛇襲向自來也他們，而兜襲擊帶著綱手逃離的靜音，躲過靜音的毒霧，然後從地中抓著並打斷靜音的腳筋使她重摔在地上，並虐打大腿骨受傷、小腿伸直肌又被打斷的綱手，鳴人前來阻止，兜要鳴人放棄成為火影的夢想、捨棄同伴逃走。儘管如此，鳴人依舊強硬地站在綱手面前保護她，鳴人矢志要贏得綱手身上的項鍊、成為火影，奇蹟地接下了兜的致命攻擊，並以完成的螺旋丸給兜重創一擊，傷及其內臟，連兜的醫療忍術也無法完全自癒。但兜在與鳴人接觸的一瞬間已用查克拉手術刀把鳴人的心肌切斷，使鳴人在攻擊後亦不支倒地，兜以為鳴人死定了，但綱手為鳴人流的眼淚喚醒了其體內的九尾，鳴人亦逃過死門關，綱手的精神亦被喚醒了、對血已不再害怕，並為鳴人賭上性命。綱手利用創造再生自癒又召喚出通靈獸蛞蝓，自來也也召喚出蛞蟆文太，兜見狀立即協助大蛇丸召喚通靈獸──萬蛇。一場混戰後，大蛇丸及萬蛇均被綱手、自來也聯手擊敗，兜立即救醒大蛇丸，並與大蛇丸一同撤退。

### 佐助營救篇
自三忍一戰後，兜正式退居幕後，在大蛇丸身邊服侍及為其醫療。因為大蛇丸雙手的痛楚日增，所以在宇智波佐助還未來到音隱村前，決定為大蛇丸挑選暫時的容器。他從牢中釋放了許多被囚禁的忍者，以放勝利者離開為理由，讓他們互相殘殺，最後只剩下一名忍者──幻幽丸。幻幽丸答應奉獻自己給大蛇丸作容器，以換取釋放其他被囚禁的伙伴，終亦成為大蛇丸的新容器。
除此之外，兜亦為「五音忍」之一、擁有血繼限界──屍骨脈的君麻呂治療。君麻呂本是大蛇丸容器的選擇之一，在身負重症後被大蛇丸所放棄，之後一直在兜的治療下生存著，後來被兜慫恿，在協助把佐助帶到音隱村的途中喪命。

## 第二部

### 天地橋之會
正如赤砂蠍臨終前對小櫻所說，他在大蛇丸身邊安置了一名臥底，而兜就是他口中的那名臥底。事前大和、鳴人他們不知此事，策劃由大和變身成「蠍」，前往天地橋跟臥底會面，當他們知道兜原來亦是蠍派去的臥底深感驚訝，隨後兜跟化成「蠍」的大和展開談話。然而，大蛇丸卻突然在兜身邊出現，而兜瞬身走到「蠍」的身邊，表面上是要與「蠍」一起對付大蛇丸，但兜這一着反而是衝著「蠍」而來，並向「蠍」施以突襲，大和偽裝成「蠍」的身分被識破，兜跟大蛇丸聯手對付他，以及隱藏著的鳴人、佐井及櫻三人。兜向他們透露，自己本來確實是中了蠍的忍術作為臥底，但在大蛇丸的幫助下解除忍術。面對大蛇丸，鳴人無比的憤怒使他現出了其中三尾，兜見狀欲對鳴人施以偷襲，然而單憑鳴人強大的查克拉便把兜擊得飛開，不過兜的傷並不重，只消一刻時間便自我治癒了，亦了解到真正的蠍是不會再來，因為已經被眼前的這些人幹掉了。他在一旁目睹進化成四尾的鳴人，跟擁有蛇身的大蛇丸對戰，並稱這是「怪獸間的戰鬥」。一場大戰過後，大蛇丸體力不支而退；而兜在救治被四尾鳴人所傷的小櫻後（為了利用他們幹掉更多「曉」的成員），便前往照顧大蛇丸。

### 大蛇丸將死篇
三年期限已到，大蛇丸的容器面臨極限，兜加緊為大蛇丸配製各種藥物。卻不知佐助就在大蛇丸處於最不適時，破了其不屍轉生之術，殺死大蛇丸並奪去其一切力量。當佐助從大蛇丸房間走出來的一刻，兜明白到經過他面前的已經不是大蛇丸，而是實力比大蛇丸更厲害的佐助。對從小當過不同國家的間諜、無所歸依的兜來說，頓感再次失去人生目標及身分。然而他想起了鳴人既然能藉由超越自身的力量、找到自己的真正身分，自己同樣也可以做到。於是他將大蛇丸剩下的軀殼移植到自己的左半身，意圖得到大蛇丸的力量，甚至超越他。但他卻不擅於操控從大蛇丸那裡移植過來的軀殼，因此反而被大蛇丸的力量慢慢侵蝕。不久後他私下跟正追蹤佐助的鳴人、雛田和大和等人會面，把詳細記錄「曉」成員資訊的資料本（但沒有記錄鳶的資訊）送給鳴人等人，作為鳴人令自己有所「領悟」以至重新尋找身分的「禮物」。但鳴人等人欲逮捕兜回木葉，卻被兜成功避開，他表示只要自己能熟練運用大蛇丸的力量，就會和鳴人認真一戰，但在此之前他會先對付佐助，鳴人想問兜要對佐助做什麼，但他卻消失在眾人面前。

### 第四次忍界大戰篇
487話時兜逐漸能夠掌控與大蛇丸形式相似的力量，身軀似乎已經和蛇的形態產生融合。他在瀧忍者村殺人取屍後和鳶對峙時，自稱已經超越二代火影和大蛇丸，以「穢土轉生」召喚地達羅、蠍、宇智波鼬、角都、長門。並且以提供鳶目前缺乏的戰力來換取佐助（據他說法為希望得到佐助為研究對象）交涉條件，對鳶提議攜手合作。鳶本來因他以佐助為目標而想拒絕他。但兜手上握有穢土重生的宇智波斑，最後這個提議獲得採納。交換條件是戰爭結果出爐前不能與佐助碰面，以及必須接受鳶的監視。由於兜對轉生者的束縛力不夠，於是綁架前來偵查御手洗紅豆，並吸收她身上咒印的大蛇丸查克拉。
其後藥師兜與宇智波佐助及用別天神擺脫穢土轉生的宇智波鼬交戰，兜在交戰後不敵伊邪那美，同時被宇智波鼬用幻術控制解除穢土轉生，除了宇智波斑之外，所有被穢土轉生的靈魂都已解除穢土轉生，但宇智波斑知道如何脫離穢土轉生的控制，在穢土轉生即將解除之際，終止了與轉生者之間的通靈契約而得以繼續留在戰場，隨後以解邪法印重生的大蛇丸解除了兜的仙人模式，取回自己的查克拉後與鷹小隊同行。
兜在伊邪那美的幻術中待了一陣子後找回自我並改變初衷，於佐助瀕臨死亡之際（被宇智波斑刺穿），用自己的醫療忍術以及研究有成的初代火影細胞保住佐助的性命。

### 大戰後
因在戰爭中拯救佐助有功被第六代火影旗木卡卡西赦免，繼承養母遺志回到木葉與伙伴重建孤兒院成為院長。其後接收鳴人帶回來的一眾宇智波信克隆人，負責養育他們。